# Microgaster asramenes
Microgaster asramenes är en stekelart som beskrevs av Nixon 1968. Microgaster asramenes ingår i släktet Microgaster och familjen bracksteklar. Inga underarter finns listade i Catalogue of Life.